# 伊藤泰吉

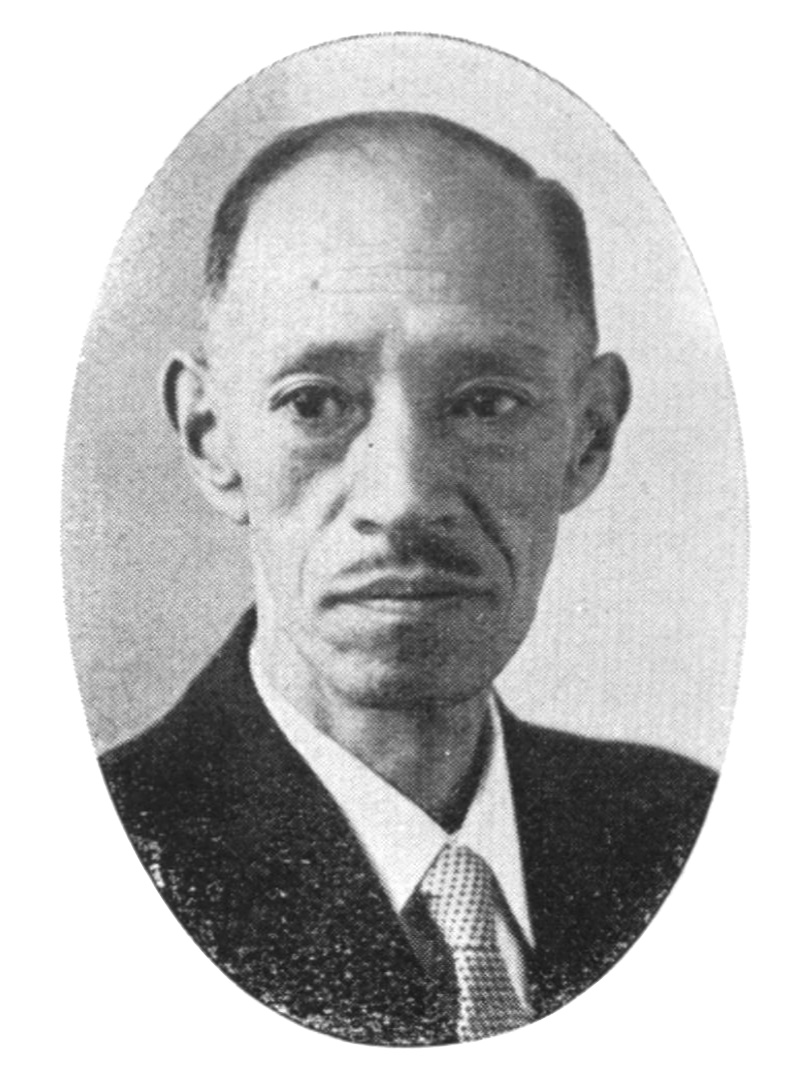
伊藤 泰吉

伊藤 泰吉（いとう たいきち、1899年〈明治32年〉12月17日 - 1965年〈昭和40年〉7月31日）は、日本の政治家、朝鮮総督府官僚。川越市長（6期）。

## 略歴
埼玉県入間郡川越町（現川越市）で生まれる。第一高等学校を卒業。1924年11月、高等試験行政科試験に合格。1925年、東京帝国大学法学部政治学科を卒業。朝鮮総督府に入府し平安南道庁に配属された。
以後、忠清北道学務課長、忠清北道警察部長、慶尚北道警察部長、総督府警務局警務課長、同総督官房人事課長、同司政局勅任事務官などを歴任。その後、1942年10月23日、同府専売局長に就任。1943年12月1日に専売局が廃止され同府事務官に就任。1944年8月17日、同府逓信局長に就任し終戦を迎えた。
1946年10月7日、川越市長に就任。1947年に公選初代の市長に選出され、市長を連続6期務めた。この間、近隣町村との合併、公共施設の整備、町名整理の実施、財政再建、都市計画の策定、東洋大学誘致などに尽力した。1965年7月、在任中に急逝した。

## 栄典
- 1965年8月 正四位勲三等旭日中綬章受章